# Agapius II Matar
Agapius II Matar, né en 1736 à Damas et mort le 2 février 1812 à Ain Traz, est un prélat melchite.

## Biographie
Évêque de Saïda de 1795 à 1796, il est Patriarche melchite grec-catholique d'Antioche de 1796 à 1812.